# Теза (река)
Те́за — река в Ивановской области России, левый приток Клязьмы. Протекает по территории Приволжского, Родниковского, Шуйского и Южского районов.
Длина реки составляет 192 км, площадь водосборного бассейна — 3450 км². Среднегодовой расход воды в районе села Хотимль — 4,66 м³/с.
На реке расположены город Шуя, а также крупные сёла с известными храмовыми комплексами и историческими промыслами: Дунилово, Хотимль, Холуй.

## Этимология
Название реки имеет, предположительно, финно-угорское или балтское происхождение. По одной из версий, гидроним связан с балтским корнем *teis-, *ties- со значением «простираться, вытягиваться». По другой гипотезе, название может восходить к финно-угорскому апеллятиву *тез(а)*, означающему «запруда, перегородка в реке для ловли рыбы», что может быть связано с историческим использованием реки.

## Течение реки
Исток Тезы находится в Козловских болотах к востоку от города Приволжска. Русло извилистое. В верхнем течении ширина реки не превышает 7—8 м, в среднем — до 10—20 м, в нижнем течении достигает 30 м. Пойма в верхнем течении имеет ширину 300—500 м, в нижнем — до 700 м. В районе слияния с поймой Клязьмы у села Холуй ширина поймы Тезы достигает 6 км. Отдельные участки поймы заболочены.

## Водный режим
Питание реки преимущественно снеговое. Водный режим относится к восточноевропейскому типу с высоким весенним половодьем, летне-осенней меженью, прерываемой дождевыми паводками, и устойчивой зимней меженью. Половодье обычно проходит в апреле-мае, во время него пойма затапливается на глубину до 1 м. Замерзает река в ноябре-декабре, вскрывается в апреле.

## Притоки
(указано расстояние от устья в км)
- 45: Ундер (пр)
- 47: Люлех (лв)
- 64,7: Себирянка (пр)
- 65,1: Внучка (лв)
- 70: Сальня (пр)
- 81: Тюних (лв)
- 87: Сеха (лв)
- 89: Мардас (пр)
- 106: Молохта (пр)
- 122: Парша (лв)
- 126: Лемешок (пр)
- 128: Вондыга (пр)
- 131: Нозыга (пр)
- 147: Постна (лв)
- 159: Межица (лв)

## История и хозяйственное использование

### Древняя история и раннее судоходство
В районе города Шуи на реке Тезе расположен Змеёвский могильник, в котором были обнаружены погребения фатьяновской культуры II тысячелетия до н. э..
В Средние века река имела важное транспортное значение, по ней проходили торговые пути на стругах — мелкосидящих плоскодонных судах. В конце XVII века владельцы прибрежных земель начали возводить на реке плотины для водяных мельниц, что создало препятствия для судоходства. По жалобам жителей Шуи мельницы были уничтожены по указу царей Петра, Ивана и царевны Софьи. Однако в 1730—1740-х годах владельцы мельниц добились восстановления своих прав, и судоходство по реке вновь было прекращено почти на 100 лет.

### Тезинская шлюзованная система
Возрождение судоходства было связано с развитием текстильной промышленности в Шуе. По ходатайству местных купцов в 1830 году было получено разрешение на возобновление навигации. Поскольку к тому времени река сильно обмелела, по инициативе императора Александра I было принято решение о строительстве шлюзованной системы за счёт казны.
В 1834—1837 годах была построена Тезинская шлюзованная система. Она состояла из пяти гидроузлов с деревянными шлюзами, плотинами и отводными каналами. Шлюзы имели размеры 10×2 сажени с глубиной на пороге в 1 аршин (около 21,3×4,3 м, глубина 71 см). Регулярная навигация на участке протяжённостью 89 км была открыта в июне 1837 года.
В советское время система была реконструирована, судоходство стало интенсивным. Осуществлялись грузовые перевозки (в основном лес и дрова), а с 1930-х годов — и пассажирское сообщение. В последние годы работы на линии «Шуя — Хотимль» эксплуатировались теплоходы типа «Зарница», а на пригородном маршруте — теплоход типа «Москвич».
До 24 ноября 1993 года система находилась на балансе Управления канала имени Москвы, а регулярное судоходство прекратилось в 1994 году. В 2000-х годах на двух гидроузлах (Сергеево, Хотимль) были построены бетонные плотины с регулируемыми водосбросами.

### Изменение русла и экологические проблемы в XX—XXI веках
В черте города Шуи русло Тезы претерпело значительные антропогенные изменения. Исторически в районе городского парка река разделялась на два рукава (известные как «Золотое донышко» и «Быстринка»), образуя остров, который из-за использования под выпас скота получил название Конский.
Первые масштабные дноуглубительные работы с использованием земснаряда были проведены в 1962 году с целью расширения и углубления русла. В 1988 году проводились работы по добыче песка. Однако эти меры не решили проблему обмеления системно.
Ключевой экологической проблемой в черте города стало изменение русла в районе «Золотого донышка». При строительстве завода «Автокам-Теза» через реку были проложены два дюкера (трубопровода), которые фактически перегородили основной поток. В результате вода изменила направление течения, что привело к активному подмыву и обрушению одного из берегов, а также к заиливанию и заболачиванию акватории у спасательной станции. Вопрос очистки и углубления русла неоднократно поднимался на муниципальном и региональном уровнях.

## Ихтиофауна
В реке водятся такие виды рыб, как лещ, окунь, ёрш, щука, карп, голавль, жерех, уклейка, ротан, подьязок и плотва. Осенью встречается налим.

## Галерея
|                                                             |  |  |
| Теза у села Дунилова, у села Красноармейского, ниже Хотимля |  |  |